# Gonzalo Lizardo
Gonzalo Lizardo Méndez (Fresnillo, 19 de noviembre de 1965) es un narrador, ensayista, diseñador gráfico e investigador literario mexicano, miembro de la Universidad Autónoma de Zacatecas. 

## Biografía
Gonzalo Lizardo nació en el municipio de Fresnillo, Zacatecas, el 19 de noviembre de 1965. Luego de transitar por el Seminario Diocesano de Zacatecas y por la Escuela de Ciencias Químicas, se gradúa de la Universidad Autónoma de Zacatecas con la Maestría en Filosofía e Historia de las Ideas en 1989. En 2005 adquiere el grado de Doctor en Letras en la Universidad de Guadalajara.

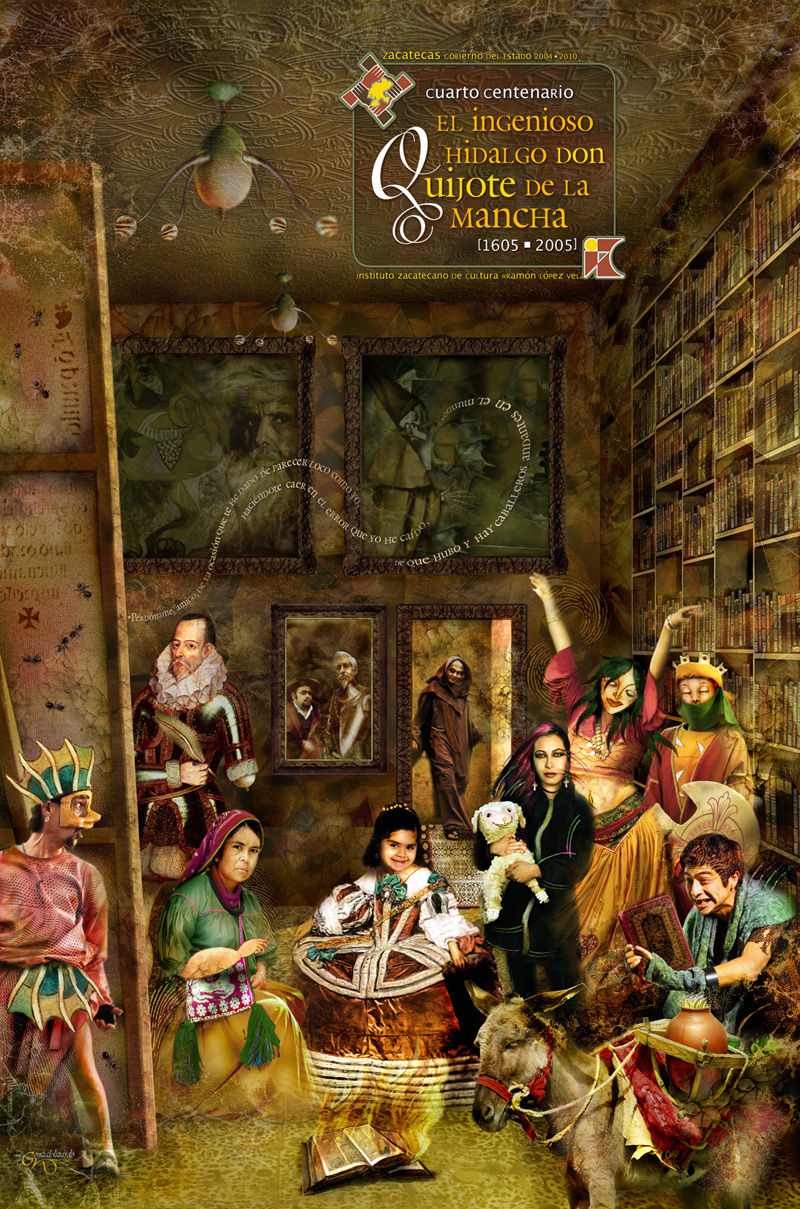
Cartel conmemorativo del IV Centenario del "Ingenioso Hidalgo Quijote de la Mancha", realizado por Gonzalo Lizardo para el Instituto Zacatecano de Cultura (2005).

Pertenece a la segunda generación de autores formados en los talleres literarios de provincia, junto con Luis Humberto Crosthwaite, Jorge Humberto Chávez y Francisco Amparán —entre otros alumnos del escritor potosino David Ojeda—, quien a su vez fue alumno del narrador ecuatoriano Miguel Donoso Pareja, en la primera generación de talleres promovidos por el INBAL. Ha formado parte del consejo editorial de algunas revistas literarias como Runa (San Luis Potosí, 1996-1997) y Dosfilos (de 1998 hasta la fecha).
Desde entonces, sin abandonar la provincia, ha colaborado para delinear el papel de Zacatecas dentro de la geografía literaria mexicana, junto con los novelistas Mauricio Magdaleno, Alberto Huerta y Severino Salazar, los poetas José de Jesús Sampedro, Uriel Martínez y Juan José Macías, el dramaturgo Armando García y los cuentistas Luis Fernando Flores Olague y Juan Gerardo Sampedro. Como reseñista de libros, como artista gráfico y diseñador editorial, pero sobre todo como escritor, "se ha convertido en un obligado referente para percibir la vitalidad que anima la producción literaria de los escritores nacidos en tierras zacatecanas, los cuales, como dijera Octavio Paz, abandonan las fronteras de lo regional para convertirse en contemporáneos del resto de los seres humanos".
Tal como ocurre con la mayoría de los autores formados tierra adentro, sus primeros libros fueron publicados por editoriales independientes: los libros de cuento Azul venéreo (1989) y Malsania (1994), la novela El libro de los cadáveres exquisitos (1997) y el volumen de ensayo Polifoni(a)tonal. Umbrales del discurso literario (1998). Por el carácter independiente de estos sellos editoriales, la obra de Lizardo no tuvo acceso a las librerías más importantes, pero le permitió a su autor optar en dos ocasiones por la beca para "Jóvenes Creadores" que otorga el Fondo Nacional para la Cultura y las Artes: en los períodos 1989-1990 y 1999-2000.
Gracias a uno de estos apoyos escribió Jaque perpetuo, publicada por Ediciones ERA en 2005: una novela "en siete cuentos" que se inscribe de manera heterodoxa en el género de la ciencia ficción, y que fue recibida por la crítica con reacciones de muy distinto signo: desde la hostil reseña de la Jornada Semanal, hasta el entusiasta comentario aparecido en la revista Letras Libres. Dos años después, regresa con Corazón de mierda, una novela negra basada en una historia de nota roja, donde Lizardo —en palabras de Luis Jorge Boone—"ha dado el paso que procura todo narrador consciente de encontrarse en el límite de su poética: poner a prueba sus recursos y, en un desmarque del propio estilo, emprender el tour de force que lo obligue a reinventar la propia escritura". Por su parte, Eli Gardner ha señalado que "Corazón de mierda es una lectura intrigante y agradable, de interés para cualquiera que pueda sentirse atraído por México y las narrativas de crimen y castigo".
Lizardo ha obtenido también becas del Fondo Estatal para la Cultura y las Artes de Zacatecas y del Sistema Nacional de Creadores de Arte (en su emisión 2006-2009). Además de impartir un seminario de novela moderna en la Universidad Autónoma de Zacatecas, desarrolla diversos proyectos para la misma institución, entre otros, un Ficcionario de Teoría Literaria en forma de blog. Su último libro de cuentos se titula Inmaculada tentación y otras fábulas crónicas y reúne doce relatos fantásticos o de “realismo simbólico”, algunos de los cuales consiguen “hacerle creer al lector que la verdad d la ficción es la única en la cual deberíamos confiar”. En palabras de Carlos Acuña, este libro “a medio camino entre las películas de serie b y los relatos heréticos de la Edad Media”, confirma a Lizardo ”como uno de los más extraños secretos de nuestra literatura actual”.
En 2017, ganó el 14º Premio Internacional de Ensayo siglo XXI/UAS/COLSIN, con el libro El demonio de la interpretación. Hermetismo, literatura y mito, que fue producto de sus investigaciones como docente de la Universidad Autónoma de Zacatecas. Al anunciar el resultado de este concurso, Adolfo Castañón dijo que El demonio de la interpretación tiene, como una de sus virtudes, que tiene varias posibilidades de lectura: “Se puede leer como un libro sobre historia de las interpretación, como un libro de historia de la cultura, de historia de la literatura pero también como un libro que nos da cuenta de las transformaciones de la figura del héroe”.
A finales de ese año, Lizardo publicó la edición crítica de un manuscrito novohispano del siglo XVII, "Cristiano desagravio y retractaciones de don Guillén Lombardo", publicado por la Universidad Autónoma de Zacatecas. A partir de esta investigación, publicó su novela Memorias de un basilisco (Martínez Roca, 2020), una ficción novelesca en torno a la figura histórica de ese aventurero irlandés, también conocido como Guillén de Lampart, William Lamport o Guillermo Lamporte. Según Ramón Alvarado Ruiz, en esta novela "Gonzalo Lizardo logra dar voz a Guillén Lombardo y a través del cruce de voces e historias queda la tarea al lector de emitir su juicio. Una novela que rescata al personaje, que mueve a curiosidad por la verdad histórica y que muestra con soltura el pasado, tan presente, de nuestra historia novohispana".
El 25 de agosto de 2021, Memorias de un basilisco fue galardonada con el "Premio Nacional de Novela Histórica Ignacio Solares", que otorga cada año la Secretaría de Cultura del Estado de Chihuahua. De acuerdo con el jurado, la obra fue premiada "debido a la habilidad del autor para construir un relato novelesco y apasionante, apoyado en una minuciosa investigación, una compleja estructura y un lenguaje versátil e inventivo, que retoma elementos de los siglos de Oro. Lo anterior contribuye a la comprensión del siglo XVII novohispano, época soslayada de nuestra narrativa, que de diversas maneras interpela a los lectores de la actualidad".
Ese mismo año, apareció en Ediciones Era su libro El grafópata o el mal de la escritura, una antología de ensayos publicados previamente en varios medios impresos y electrónicos. Según Luis Jorge Boone, este libro es "un trabajo sobre la dualidad y la otredad, debido a que los ensayos hablan de la doble naturaleza de todo y una realidad inestable, pero también sobre la comunión. 'La literatura y los libros ordenan nuestra vida aunque no queramos ni nos demos cuenta; y si nos damos cuenta, lo hacen de una manera que está más allá de la voluntad'”.
Su novela más reciente se titula "El rito del poder" (Martínez Roca, 2024) y marca su incursión en el género del neofantástico o neogótico. A partir de los crímenes políticos acaecidos en México en el año 1994, Lizardo plantea una confabulación de los poderes políticos con los poderes religiosos y mágicos para controlar el país. Según José Armando Infante Fierro, "Las aristas de la novela son múltiples y nos llevan a los asideros que necesita la memoria para perpetuar sus mitos, aunque nos lleva por el insólito camino que nos marca la propia realidad, aunque se presente en una conjura pseudognóstica, urdida por un poder siniestro y secreto. Se trata de un poder que desea someter al gobierno y al pueblo de México mediante el crimen, el terror y la hechicería. Todo es ficción, como se advierte, pero seguro que esta novela es un sortilegio para que los mitos nos permitan traer a la memoria el comportamiento de los ritos del poder en México".

## Obras
- 1989 - Azul venéreo - Joan Boldó i Clíment editores - México - cuento.
- 1994 - Malsania - Joan Boldó i Clíment editores - México - novelas cortas.
- 1997 - El libro de los cadáveres exquisitos - Ediciones sin nombre - México - novela.
- 1998 - Polifoni(a)tonal. Umbrales del discurso literario - Universidad Autónoma de Zacatecas - México - ensayo.
- 2005 - Jaque perpetuo - Ediciones Era - México - novela.
- 2007 - Corazón de mierda - Ediciones Era - México - novela.
- 2011 - Invocación de Eloísa - Ediciones Era - México - novela.
- 2015 - Inmaculada tentación y otras fábulas crónicas - Ediciones Era - México - cuentos.
- 2017 - El demonio de la interpretación. Hermetismo, literatura y mito - Siglo XXI Editores - México - ensayo.
- 2018 - Cristiano desagravio y retractaciones de don Guillén Lombardo - Universidad Autónoma de Zacatecas - Zacatecas - edición, prólogo, epílogo y notas.
- 2020 - Memorias de un basilisco - Martínez Roca - México - novela.
- 2021 - El grafópata o el mal de la escritura - Ediciones Era - México - ensayo.
- 2024 - El rito del poder - Martínez Roca - México - novela.

## Antologías
- 1994 - Severino Salazar - Cielo cruel, tierra colorada - Consejo Nacional para la Cultura y las Artes - México.
- 1996 - Veremundo Carrillo - Barro que suena a plata - Consejo Nacional para la Cultura y las Artes - Instituto Zacatecano de Cultura - México.
- 2013 - Luis Jorge Boone - Tierras insólitas. Antología de cuento fantástico - Almadía, UANL - México.